# Norðurá (Borgarfjörður)

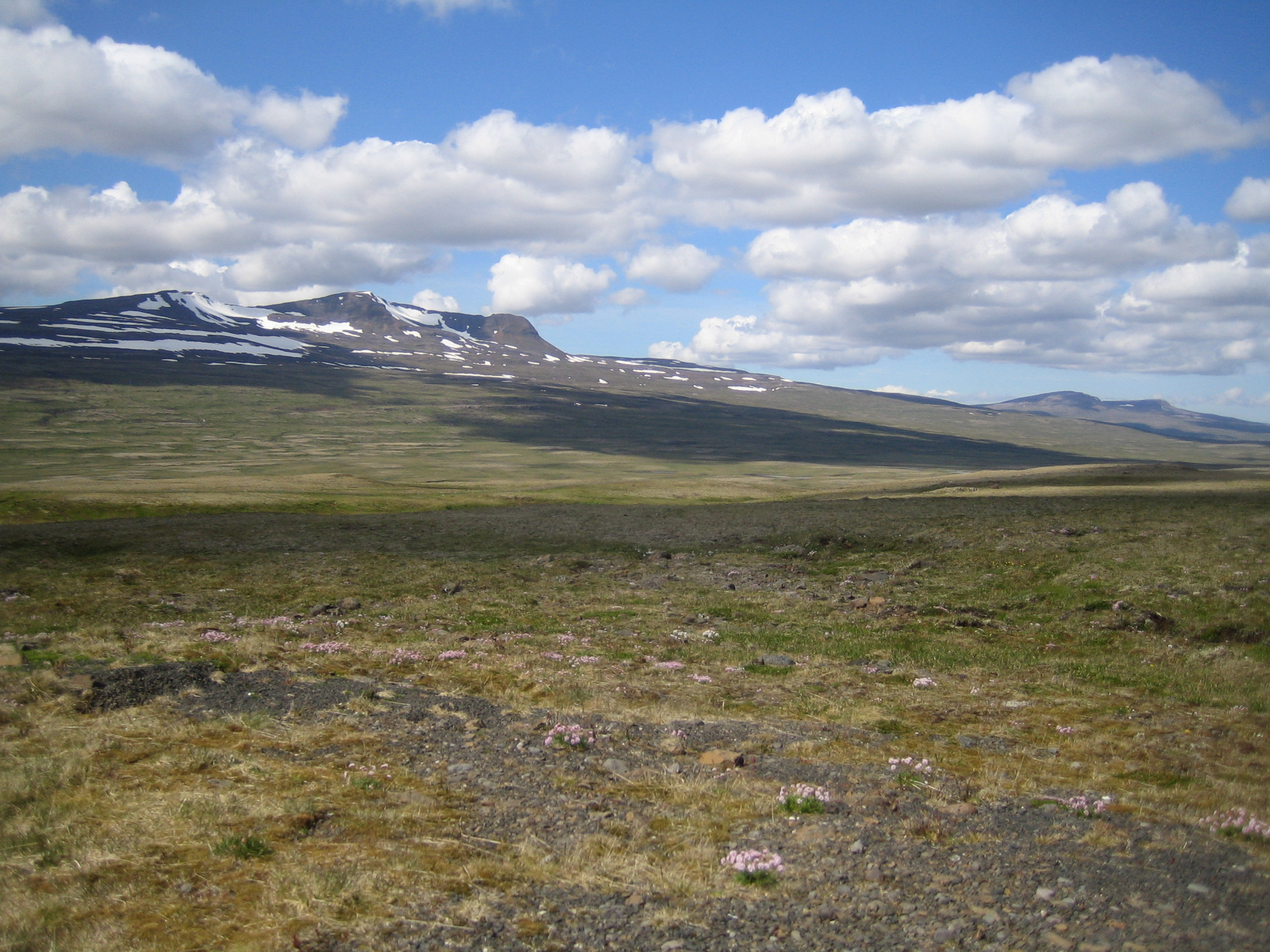
L'altopiano Holtavörðuheiði dove ha origine il fiume Norðurá.

Il Norðurá (in lingua islandese: fiume del nord) è un fiume dell'Islanda occidentale che scorre nella regione del fiordo di Borgarfjörður e attraversa il comune di Borgarbyggð e il distretto di Mýrasýsla.

## Descrizione
Il fiume ha origine nella zona di Holtavörðuvatn sull'altopiano Holtavörðuheiði e viene alimentato direttamente dalle acque superficiali. 
Il suo corso prosegue attraverso la valle Norðurárdalur per andare infine a sfociare nel fiume Hvítá, a circa 5,6 km dal mare, dopo un percorso di 61 km.
È un fiume originato dalla confluenza di numerosi piccoli corsi d'acqua e può gonfiarsi fortemente in estate dopo forti piogge e in primavera quando la neve si scioglie. La pendenza del corso del fiume è piuttosto bassa fino a Sanddalsá, esclusa l'area tra le cascate Laxfoss e Glanni.
La portata media di acqua in estate è di 10–40 m3/sec e in inverno 6–30 m3/sec. Il bacino idrografico del Norðurá è di 518 km2.

## Pesca
Il fiume è noto per essere uno dei migliori fiumi per la pesca al salmone del paese. Le zone di pesca sono identificate da cartelli con numeri o nomi di luoghi, posti a intervalli irregolari lungo i sentieri che percorrono la riva del fiume. Oltre ai salmoni sono presenti anche trote e salmerini.

## Escursionismo
Ci sono sentieri escursionistici con segnavia o pannelli informativi lungo il fiume che conducono alle cascate Laxfoss e Glanni appena a sud di Bifröst.